# Aéroport d'Alger - Houari-Boumédiène
Pour les articles homonymes, voir ALG et Boumédiène (homonymie).
L'aéroport international d'Alger - Houari-Boumédiène (code IATA : ALG • code OACI : DAAG), anciennement Alger-Maison Blanche, est un aéroport international algérien, situé sur la commune de Dar El Beïda à 16 km à l'est d'Alger-Centre.
D'une capacité de 22 millions de passagers par an, il a accueilli en 2024 plus de 8 millions de passagers. L'aéroport est desservi par plus de 25 compagnies aériennes.
Premier aéroport algérien par son importance, il est le premier aéroport africain quant à la capacité devant celui de Johannesbourg (21 millions de passagers par an) mais seulement le 8e en trafic. Il a été désigné troisième meilleur aéroport d'Afrique en 2015,,.

## Histoire

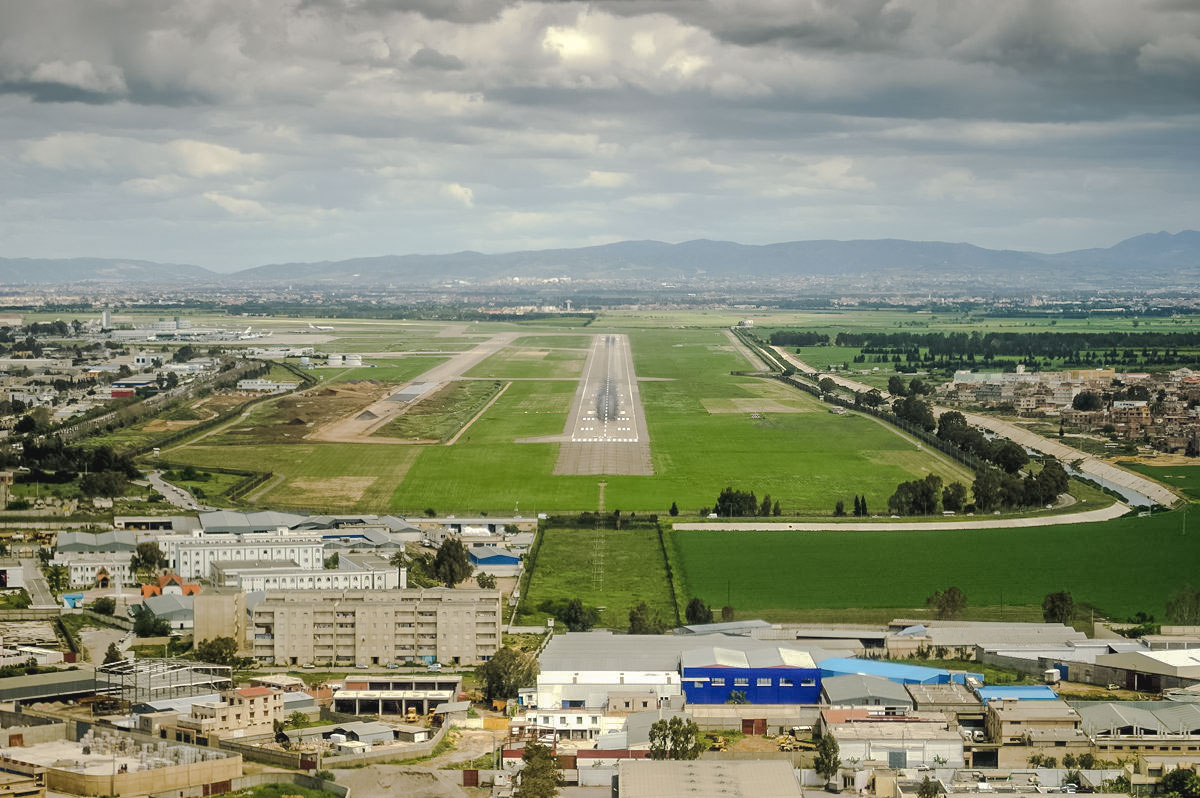
Les pistes de l'aéroport vues du ciel en 2013.

Créé en 1924 pour des activités militaires et de loisirs et connu sous le nom de base aérienne 149 Maison Blanche, l'aérodrome de Maison Blanche commence à se développer et se tourner vers l'aviation civile en 1940.
Pendant la Seconde Guerre mondiale, l'aéroport d'Alger était l'un des principaux objectifs de la Force opérationnelle interarmées de l'Opération alliée le 8 novembre 1942. L'opposition des forces françaises de Vichy qui ont défendu l'aéroport a pris fin le même jour, alors que les ordres de l'amiral Darlan à Alger avaient été émis pour mettre fin à toutes les hostilités en Afrique du Nord.
L'avion d'ouragan Hawker du 43e Escadron de la RAF sous le commandement du chef d'escadron Michael Rook a atterri à Maison Blanche peu après 11 h le 8 novembre et a commencé à patrouiller le lendemain. Le 43e Escadron est resté à la Maison Blanche jusqu'au 13 mars 1943, date à laquelle l'unité a été déployée à Jemmapes, Constantine.
Une fois entre les mains des Alliés, l'aéroport était utilisé par le Commandement du transport aérien de l'United States Air Force, comme principal centre de transbordement pour le fret, les aéronefs en transit et le personnel. Il a servi d'escale en route vers l'aéroport de Tafraoui, près d'Oran ou vers l'aéroport de Tunis, en Tunisie, sur la route de transport entre le Caire et Dakar en Afrique du Nord. Il a également volé du personnel et du fret à Marseille, Milan, Naples et Palerme, en Sicile. En outre, la douzième force aérienne A3 SECTION sous le commandement du lieutenant-colonel Carter E. Duncan 1943/44, utilisa l'aéroport comme centre de commandement et de contrôle, dont le siège était le XII Bomber Command; Le XXIIe Commandement aérien tactique et la 51e escadre de transport de troupes dirigent les missions de combat et de soutien pendant la campagne nord-africaine contre l'Afrika Korps nazie. Après avoir servi en 1942 pour le débarquement des alliés, il devient l'aéroport d'Alger Maison Blanche juste après la fin de la Seconde Guerre mondiale, du nom français de la commune (Maison Blanche) où il est situé.
Il devient aéroport d'Alger-Dar El Beïda en 1962, puis prend le nom de Houari Boumédiène le 5 janvier 1980, un an après la mort du chef de l'État algérien.
Le 23 juillet 1968, trois membres du Front populaire de libération de la Palestine ont  détourné  le vol El Al 426, un Boeing 707 avec 48 autres personnes à bord, et l'ont détourné vers l'aéroport. Ils ont finalement libéré les 48 otages indemnes
Le 26 août 1992, l'ancien terminal international a été visé par un attentat qui a coûté la vie à neuf personnes.
C'est sur le tarmac de l'aéroport d'Alger que débuta le 24 décembre 1994 la prise d'otages du Vol 8969 Air France. À la suite de cette prise d'otage, la compagnie Air France décide l'arrêt de tous ses vols vers l'Algérie. Les vols de la compagnie Air France ont repris en 2003.
En 2006, la nouvelle aérogare d'une capacité de six millions de passagers est inaugurée. L'aéroport d'Alger a été classé meilleur aéroport africain en 2011
Le 29 avril 2019, une nouvelle aérogare d'une capacité de 10 millions de passagers est entrée en service. Cette aérogare a été réalisée par le groupe chinois China State Construction Engineering (CSCEC). Une desserte par train de la gare de l'Agha vers l'aéroport, via Bab Ezzouar est inaugurée le même jour par la SNTF.

## Trafic
Le graphique qui aurait dû être présenté ici ne peut pas être affiché car il utilise l'ancienne extension Graph, désactivée pour des questions de sécurité. Des indications pour créer un nouveau graphique avec la nouvelle extension Chart sont disponibles ici.

Voir la requête brute et les sources sur Wikidata.
| Année     | 1995 | 1996 | 1997 | 1998 | 1999      | 2000      | 2001      | 2002      | 2003      | 2004      |
| --------- | ---- | ---- | ---- | ---- | --------- | --------- | --------- | --------- | --------- | --------- |
| Trafic    |      |      |      |      | 2 587 020 | 2 760 000 | 3 400 000 | 4 300 000 | 2 980 000 | 4 308 054 |
| Évolution |      |      |      |      |           | + 6,8 %   | + 23,3 %  | + 26,5 %  | - 30,7 %  | + 44,6%   |

| Année     | 2005      | 2006      | 2007      | 2008      | 2009,     | 2010      | 2011      | 2012      | 2013      | 2014      |
| --------- | --------- | --------- | --------- | --------- | --------- | --------- | --------- | --------- | --------- | --------- |
| Trafic    | 3 400 000 | 3 480 000 | 3 814 555 | 4 159 358 | 4 548 055 | 4 350 000 | 4 745 854 | 5 398 270 | 5 918 132 | 6 457 795 |
| Évolution | - 21,1 %  | + 2,4 %   | + 9,6 %   | + 9 %     | + 9,35 %  | - 4,4 %   | + 9,1 %   | + 13,7 %  | + 9,6 %   | + 9,1 %   |

| Année     | 2015      | 2016,     | 2017      | 2018      | 2019      | 2020      | 2021      | 2022      | 2023      |
| --------- | --------- | --------- | --------- | --------- | --------- | --------- | --------- | --------- | --------- |
| Trafic    | 6 879 630 | 7 572 758 | 7 823 634 | 7 975 412 | 7 849 488 | 1 699 086 | 2 100 000 | 6 300 000 | 8 000 000 |
| Évolution | + 6,1 %   | + 9,1 %   | + 3,2 %   | + 1,9 %   | - 1,6 %   | - 362 %   | + 23 %    | + 200 %   | + 22%     |

## Chiffres d'affaires
En 2019, le chiffre d'affaires annoncé est de  ̩9,4 milliards de dinars
En 2020, dans le contexte de la crise lié au Covid-19, il baisse et est de 3,7 milliards de dinars.

## Principaux opérateurs
La compagnie aérienne nationale Air Algérie est la principale opératrice à l'aéroport international d'Alger, elle l'utilise comme Plate-forme de correspondance aéroportuaire et exploite plusieurs lignes vers l'Europe, l'Afrique, le Canada, la Chine, le Moyen-Orient. Quant à la Tassili Airlines filiale de la compagnie pétrolière Sonatrach, elle desserte à partir de cet aéroport le Maroc, l’Espagne, la France, la Turquie et les Émirats arabes unis. Plusieurs compagnies aériennes étrangères assurent des vols vers Alger comme Air France, Transavia France, Tunisair, Qatar Airways, Emirates, Turkish Airlines, Lufthansa, British Airways, Air Canada, Vueling, Conviasa, Nouvelair, Saudia, ITA Airways, EgyptAir, Iberia, Royal Jordanian, Volotea, etc.

## Compagnies aériennes et destinations
| Compagnies          | Destinations |
| ------------------- | --- |
| Air Algérie         | - Abuja-N. Azikiwe, - Abidjan-F.-H.-Boigny, - Addis-Abeba Bole, - Adrar/Touat, - Alicante-Elche, - Amman-Reine-Alia, - Annaba-Rabah-Bitat, - Bâle-Mulhouse, - Bamako-M. Keïta, - Barcelone-El Prat, - Batna - Mostepha Ben Boulaïd, - Béchar (Leger), - Beyrouth-Rafic Hariri, - Béjaïa, - Biskra-M. Khider, - Bordeaux-Mérignac, - Bou Saâda, - Bruxelles-National, - Budapest-Ferenc Liszt, - Chlef, - Constantine-Mohamed-Boudiaf, - Dakar-B. Diagne, - Djanet-Tiska, - Djeddah - Roi-Abdelaziz, - Doha-Hamad, - Douala, - Dubaï, - El Bayadh, - El Goléa, - El Oued (Guemar), - Ferhat Abbas, - Francfort, - Genève-Cointrin, - Ghardaïa - Noumérat - Moufdi Zakaria, - Hassi Messaoud-Oued Irara, - Illizi-Takhamalt, - In Salah, - Istanbul, - Johannesbourg OR Tambo, - Laghouat, - Le Caire, - Lille Lesquin, - Lisbonne-H. Delgado, - Londres-Heathrow, - Lyon-Saint-Exupéry, - Madrid-Barajas, - Marseille-Provence, - Méchria, - Metz-Nancy-Lorraine, - Milan-Malpensa, - Montpellier-Méditerranée, - Montréal (P.-E.-Trudeau), - Moscou Chérémétiévo, - Niamey-D. Hamani, - Nice-Côte d'Azur, - Nouakchott-Oumtounsy, - Oran-Ahmed-Ben-Bella, - Ouagadougou, - Ouargla, - Paris-Charles de Gaulle, - Paris-Orly, - Pékin-Capitale, - Rome Léonard-de-Vinci/Fiumicino, - Saint-Pétersbourg-Poulkovo, - Sétif, - Tamanrasset, - Tébessa, - Tiaret (Bou Chekif), - Timimoun, - Tindouf, - Tlemcen - Zenata - Messali El Hadj, - Touggourt-Sidi Mahdi, - Toulouse-Blagnac, - Tunis-Carthage, - Vienne-Schwechat, - Zarzaïtine - In Amenas En saison : Antalya |
| Air Canada          | En saison : Montréal (P.-E.-Trudeau) |
| Air France          | Lyon-Saint-Exupéry, Marseille-Provence, Paris-Charles de Gaulle, Paris-Orly En saison : Nice-Côte d'Azur, Toulouse-Blagnac |
| AJet                | Istanbul-S. Gökçen |
| ASL Airlines France | Lille Lesquin, Lyon-Saint-Exupéry, Paris-Charles de Gaulle, Paris-Orly |
| British Airways     | Londres-Gatwick |
| Conviasa            | Caracas-Maiquetía |
| EgyptAir            | Le Caire |
| Emirates            | Dubaï |
| Etihad Airways      | Abou Dabi |
| Flynas              | Djeddah - Roi-Abdelaziz, Médine-Prince M. Bin Abdulaziz |
| Iberia              | Madrid-Barajas |
| ITA Airways         | Rome Léonard-de-Vinci/Fiumicino |
| Lufthansa           | Francfort |
| Nouvelair           | Tunis-Carthage |
| Qatar Airways       | Doha-Hamad |
| Royal Jordanian     | Amman-Reine-Alia |
| Saudia              | Djeddah - Roi-Abdelaziz, Médine-Prince M. Bin Abdulaziz |
| Tassili Airlines    | - Adrar/Touat, - Annaba-Rabah-Bitat, - Béchar (Leger), - Biskra-M. Khider, - Constantine-Mohamed-Boudiaf, - Djanet-Tiska, - El Oued (Guemar), - Ghardaïa - Noumérat - Moufdi Zakaria, - Hassi Messaoud-Oued Irara, - Hassi R'Mel, - Illizi-Takhamalt, - In Salah, - Mascara-Ghriss, - Méchria, - Nantes-Atlantique, - Oran-Ahmed-Ben-Bella, - Paris-Charles de Gaulle, - Sétif, - Strasbourg, - Tamanrasset, - Tindouf, - Tlemcen - Zenata - Messali El Hadj En saison : El Bayadh, Laghouat, Tiaret (Bou Chekif) |
| Transavia France    | Lyon-Saint-Exupéry, Montpellier-Méditerranée, Nantes-Atlantique, Nice-Côte d'Azur, Paris-Orly En saison : Strasbourg, Toulon-Hyères |
| TUI fly Belgium     | Bruxelles-National, Charleroi Bruxelles-Sud |
| Tunisair            | Tunis-Carthage |
| Turkish Airlines    | Istanbul En saison : Antalya |
| Volotea             | Bordeaux-Mérignac |
| Vueling             | Barcelone-El Prat, Marseille-Provence |
| Pegasus Airlines    | Istanbul-S. Gökçen |

## Géographie

### Carte des aéroports de l'Algérie
| \| 100 km1:14 790 000 \| Adrar Alger Annaba Batna Béjaïa Biskra Boufarik Chlef Constantine Ghardaïa Hassi Messaoud In Amenas Jijel Oran Sétif Tamanrasset Tébessa Tlemcen Béchar Bordj Mokhtar Djanet El Bayadh El Goléa El Oued Illizi In Salah Ghriss Ouargla Tiaret Timimoun Tindouf Touggourt |
| 100 km1:14 790 000 |

Carte statique des aéroports d'Algérie.Carte dynamique des aéroports d'Algérie.
L’aéroport d’Alger est un aéroport civil international desservant la capitale algérienne et sa région (wilayas d'Alger, de Tipaza, de Blida, de Médea, d'Aïn Defla Boumerdès et de Tizi Ouzou). Il s'agit du plus important de tous les aéroports algériens. Sa capacité actuelle est d'environ 18 millions de passagers par an pour un flux réel de plus ou moins 9 millions en 2013,.
Il est composé d'un terminal pour les vols internationaux mis en service le 29 avril 2019, d'un terminal pour les vols intérieurs inauguré le 5 juillet 2006, et d'un troisième pour les vols charters, utilisé notamment pour les pèlerinages.
L’aéroport est géré depuis novembre 2006 par la Société de gestion des services et infrastructures aéroportuaires (SGSIA), filiale de l'EGSA Alger.

### Aérogares
Trois terminaux accueillent actuellement les passagers de l'aéroport :
- Le terminal 4 (ou Terminal W ou Ouest), inauguré en 2019, est dédié aux vols internationaux ; il est également le hub d'Air Algérie ;
- Le terminal 1, inauguré en 2006, dédié aux vols nationaux ;
- Le terminal 2, dédié aux vols charters.

#### Terminal 4 (Ouest)

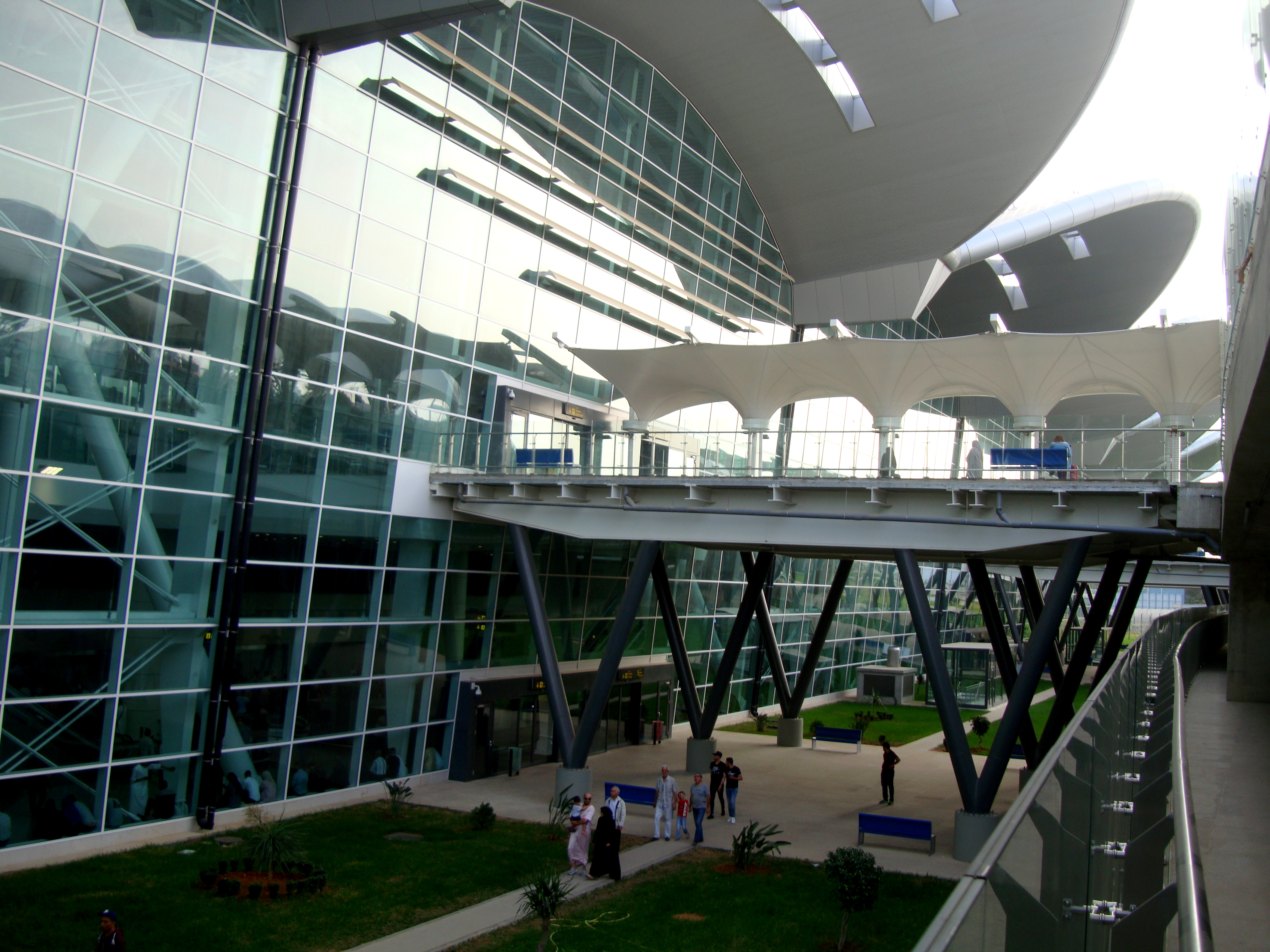
L'exterieur du terminal 4 au niveau du hall des départs

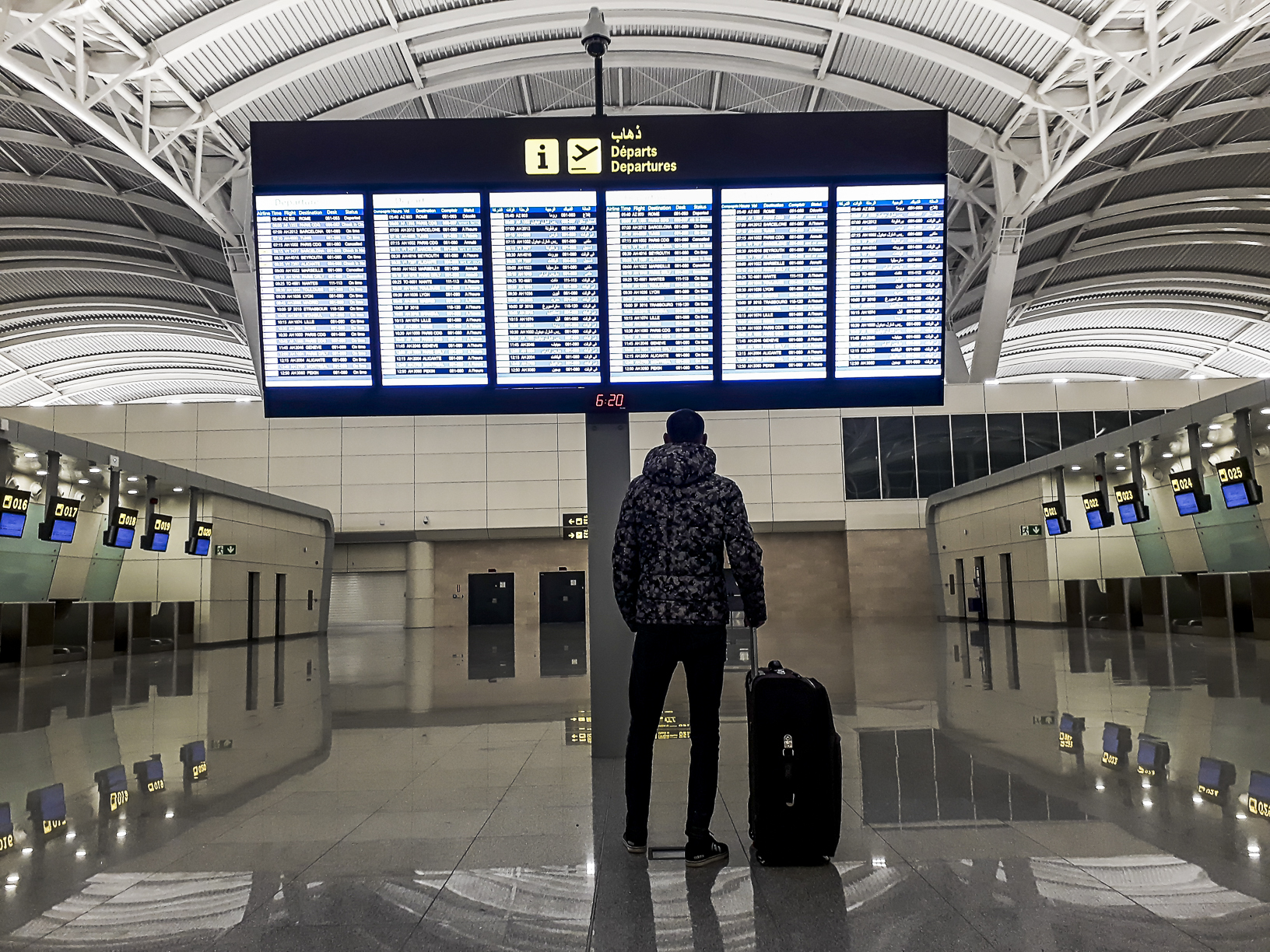
L'intérieur au hall des départs du terminal 4

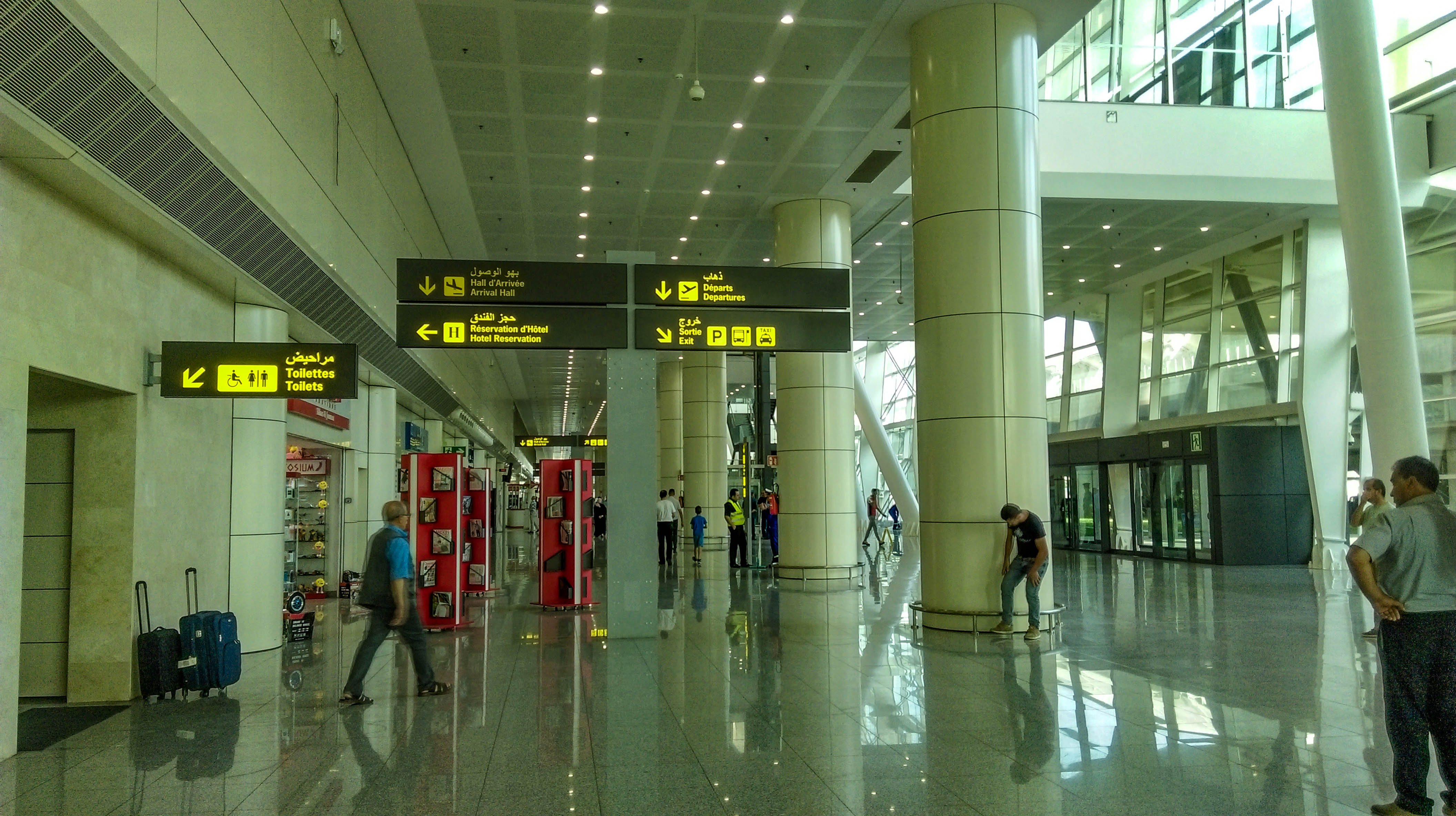
L'intérieur du hall d'arrivée du terminal 4

Devant l'augmentation rapide du trafic passager, les travaux d'une nouvelle aérogare d'une capacité de 10 millions de passagers sont entamés en 2015. Le coût de cette extension de l'aéroport est estimé alors à près de 74 milliards de dinars algériens. Dans le projet initial, les responsables annoncent que l'extension occupera une superficie de 20 hectares. Il est également prévu qu'il y aura un parking pour les véhicules d'une capacité de plus de 4 500 places. Sont prévus également trois parkings avions et des voies de circulation sur une superficie de plus de 424 000 m2.
L'aérogare est dotée de 120 points d'enregistrement, de 84 guichets de contrôle, de neuf tapis roulants et de 21 passerelles télescopiques. Conçue par un cabinet d'étude britannique, la réalisation de ce projet a été confiée au groupe chinois China State Construction Engineering (CSCEC), 
financée par un crédit bancaire à hauteur de 62 milliards de dinars et par des fonds propres de la SGSIA d'un montant de 14 milliards de dinars, soit un total de 76 milliards de dinars.
Érigée en cinq niveaux, la nouvelle aérogare répond aux normes d'efficacité énergétique et de préservation de l'environnement. Elle est dotée de réservoirs collecteurs pour récupérer l'eau de pluie, qui sera utilisée notamment pour l'arrosage, de puits de lumière pour diminuer la consommation électrique et des climatiseurs qui régulent la température à hauteur de 4 mètres seulement.
Le 30 octobre 2014 a débuté la construction du nouveau terminal d'une superficie de 73 hectares qui devrait permettre l'accueil de 10 millions de passagers supplémentaires par an et sera capable d'accueillir les avions de type Airbus A380.
Il a été mis en service le 29 avril 2019, et il est pleinement opérationnel depuis le 6 mai 2019, et il est consacré aux vols internationaux.
Le 6 juillet 2023, le ministre des Transports, Youcef Chorfa, inaugure une passerelle de connexion reliant le Terminal 4 (Ouest) au Terminal 1 qui servira à faciliter le transit interne national/international de l'aéroport d'Alger.

#### Terminal 1
Inauguré le 5 juillet 2006, le terminal 1 possède une capacité de 6 millions de passagers, il a remplacé l'ancien terminal international (terminal 2) construit dans les années 1950. Construit sur le modèle de l'aéroport de Francfort, le terminal 1 est géré par la société de gestion des services et infrastructures aéroportuaires (SGSIA). Ce dernier possède également 14 passerelles télescopiques (satellites), ainsi que de 2 Halls.
Ce terminal 1 est consacrée aux vols nationaux.

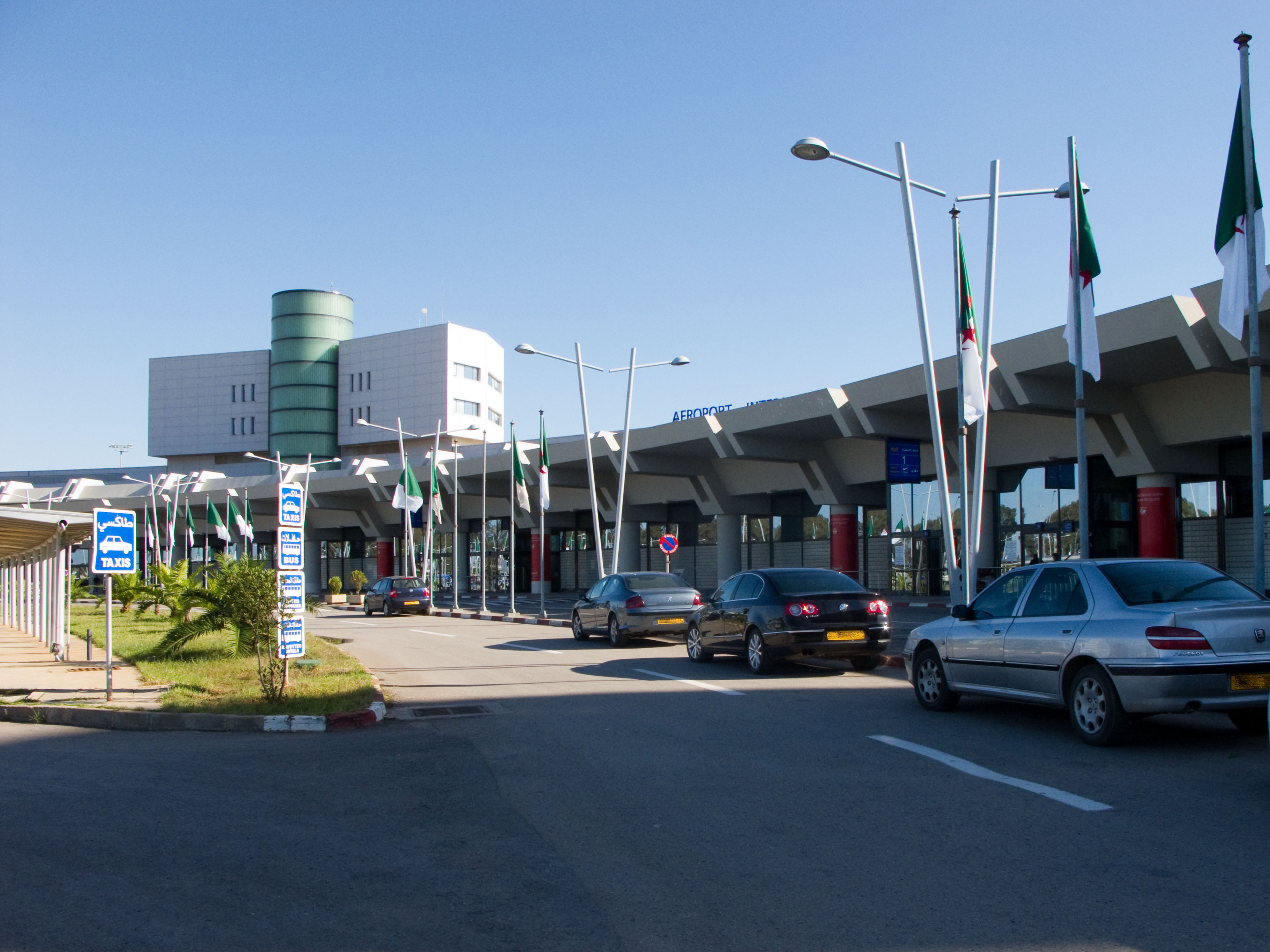
L'entrée du terminal 1
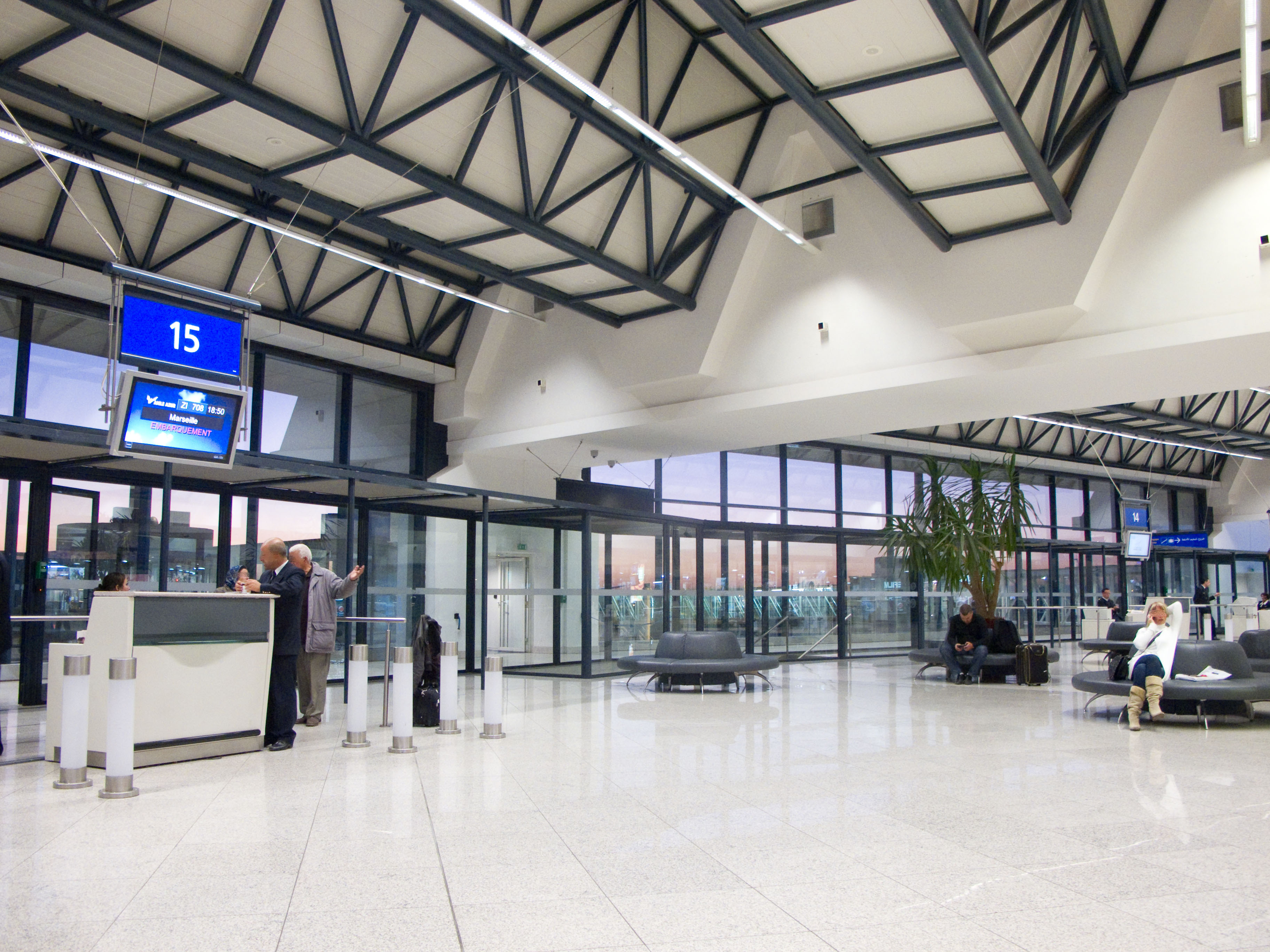
Zone d'embarquement No 1.
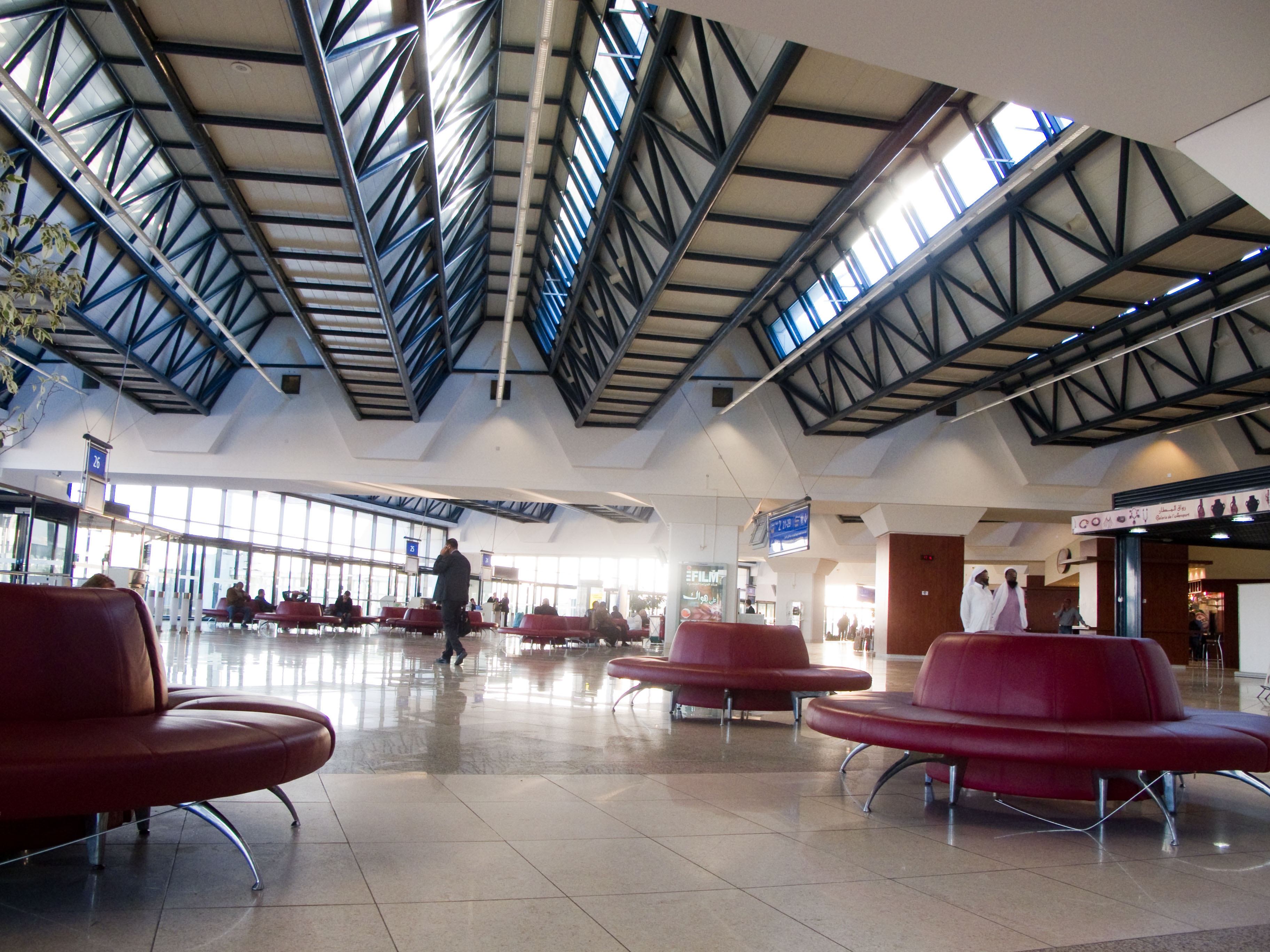
Zone d'embarquement No 2.
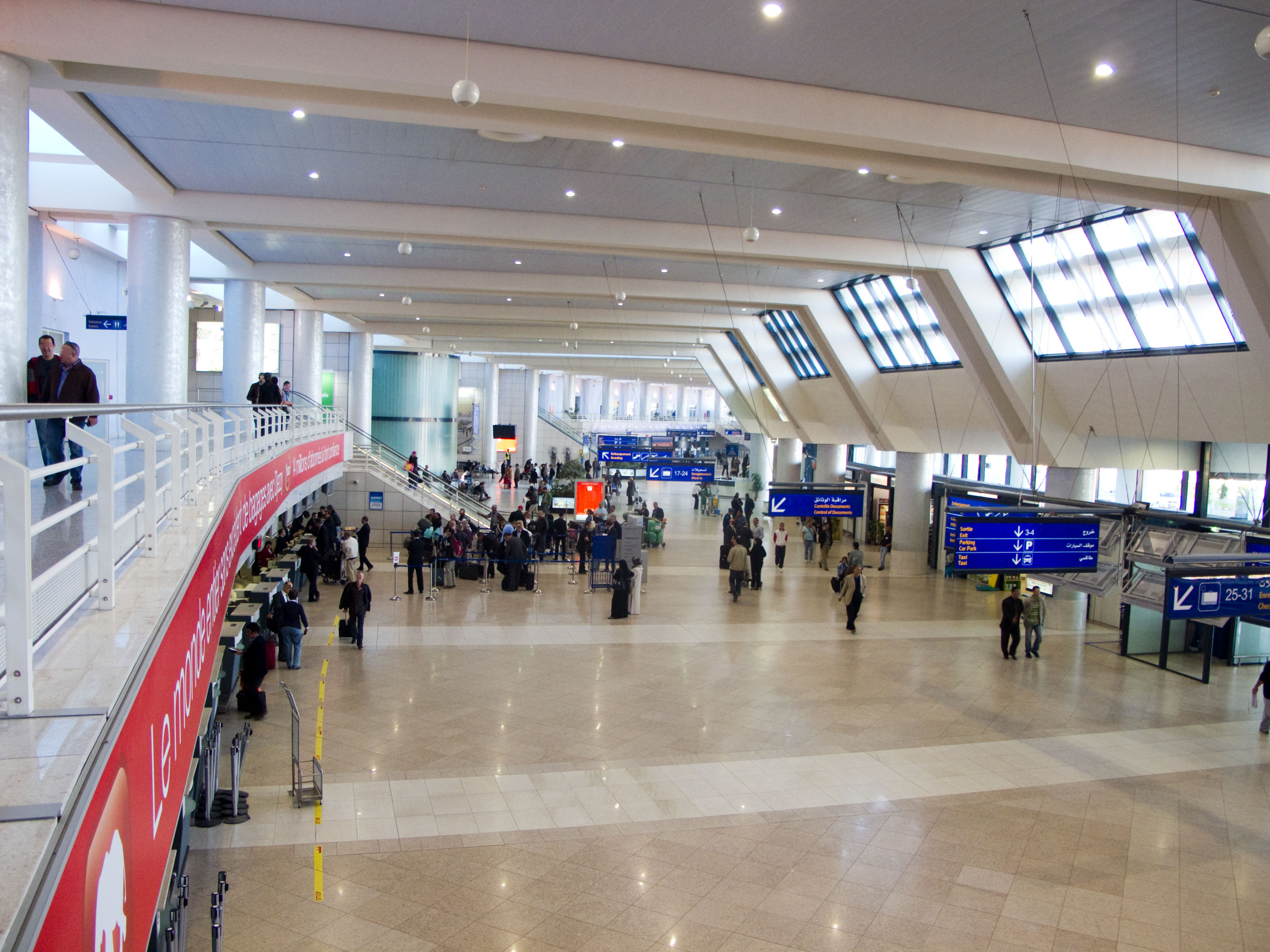
Hall de départ.
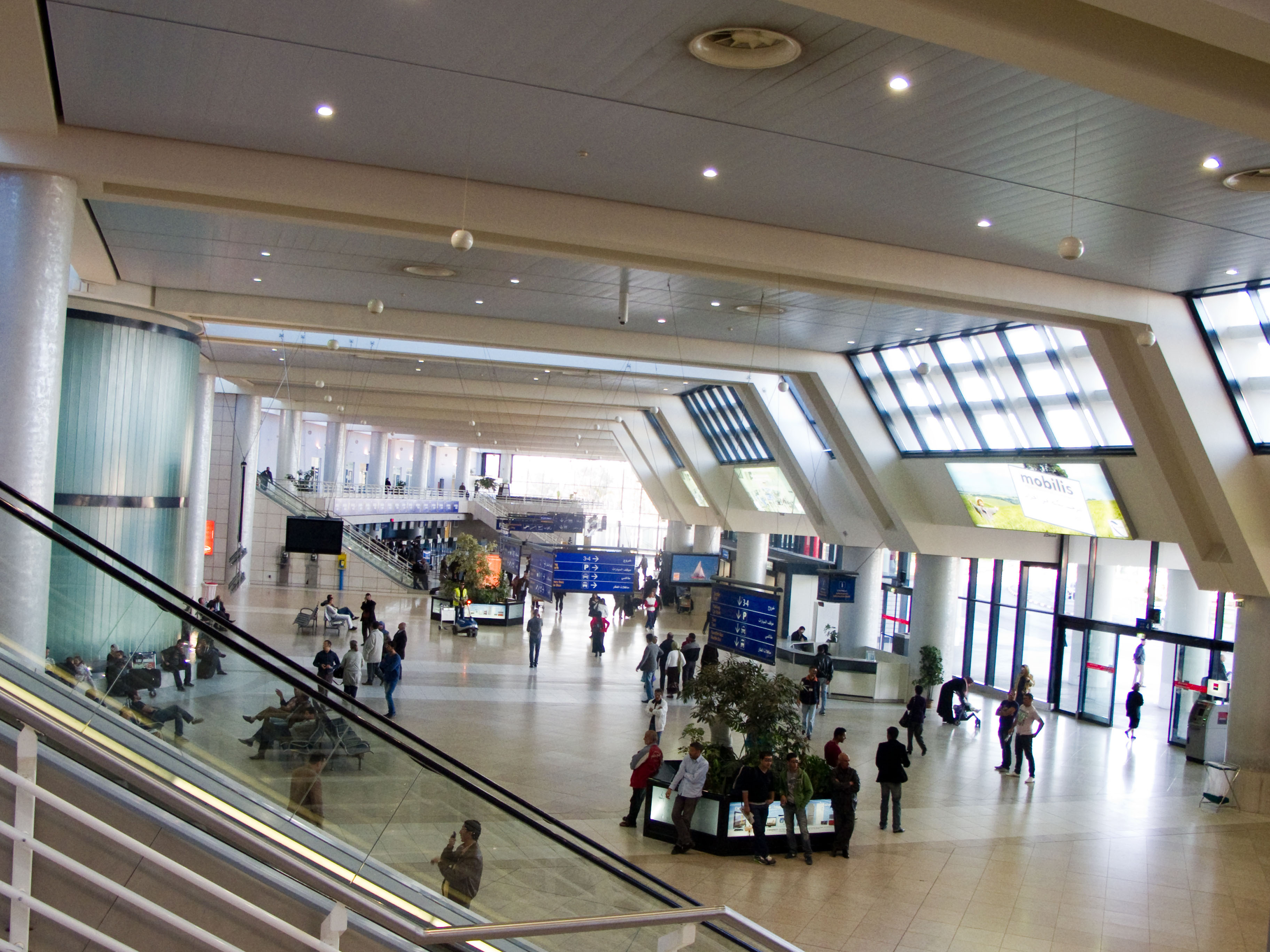
Hall de départ.
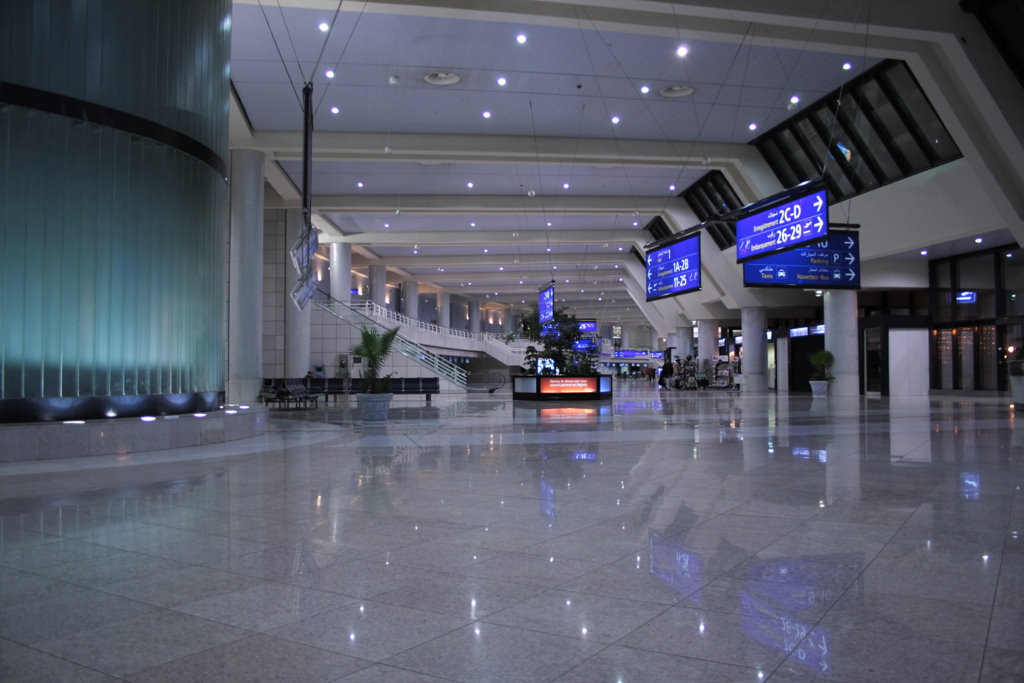
Hall de départ de nuit

#### Terminal 2
Ouverte en 1956 en tant qu'aérogare pour vols internationaux, elle a ensuite été rénovée avec réaménagement des espaces, la création de nouvelles boutiques, de bureaux et d’un nouveau grand hall d’embarquement a été rouverte pour les vols nationaux le 3 novembre 2007, sous le nom de terminal 2. Elle a une capacité de trafic de 2,5 millions de passagers par an.
Cette aérogare est affectée aux vols charters et aux vols de type Hajj et Omra.

#### Ancien Terminal 3
Il s'agit de l'ancienne aérogare destinée aux vols intérieurs, elle est rouverte en 2007 pour servir de terminal 3 à destination des vols charters notamment pour le Hajj et Omra.
Elle est désaffectée depuis 2019 à la suite de l'inauguration du terminal 4.

### Pistes
L’aéroport dispose de deux pistes d'une longueur de 3 500 m chacune ; la première en béton bitumineux, la deuxième en asphalte.

### Tour de contrôle
La tour de contrôle est construite en 2018, afin de remplacer l'ancienne tour. Située juste à côté du terminal 1. Elle est haute de 72 mètres. Elle comporte une vigie, ainsi qu'une salle IFR. C'est là qu'est gérée la circulation aérienne sur le tarmac et dans l'espace aérien d'approche.

### Autres infrastructures
L'aéroport dispose en outre :
- d'une aire d'atterrissage d'hélicoptères ;
- d'un pavillon d’honneur, permettant la réception de chefs d'État et autres responsables politiques de tout pays lors de leurs déplacements aéroportés ;
- d'une zone de fret ;
- d'une zone et de hangars pour la maintenance des avions ;
- d'une zone d'activités aéroportuaires telles que des bureaux de la compagnie aérienne nationale Air Algérie.

## Parc hôtelier

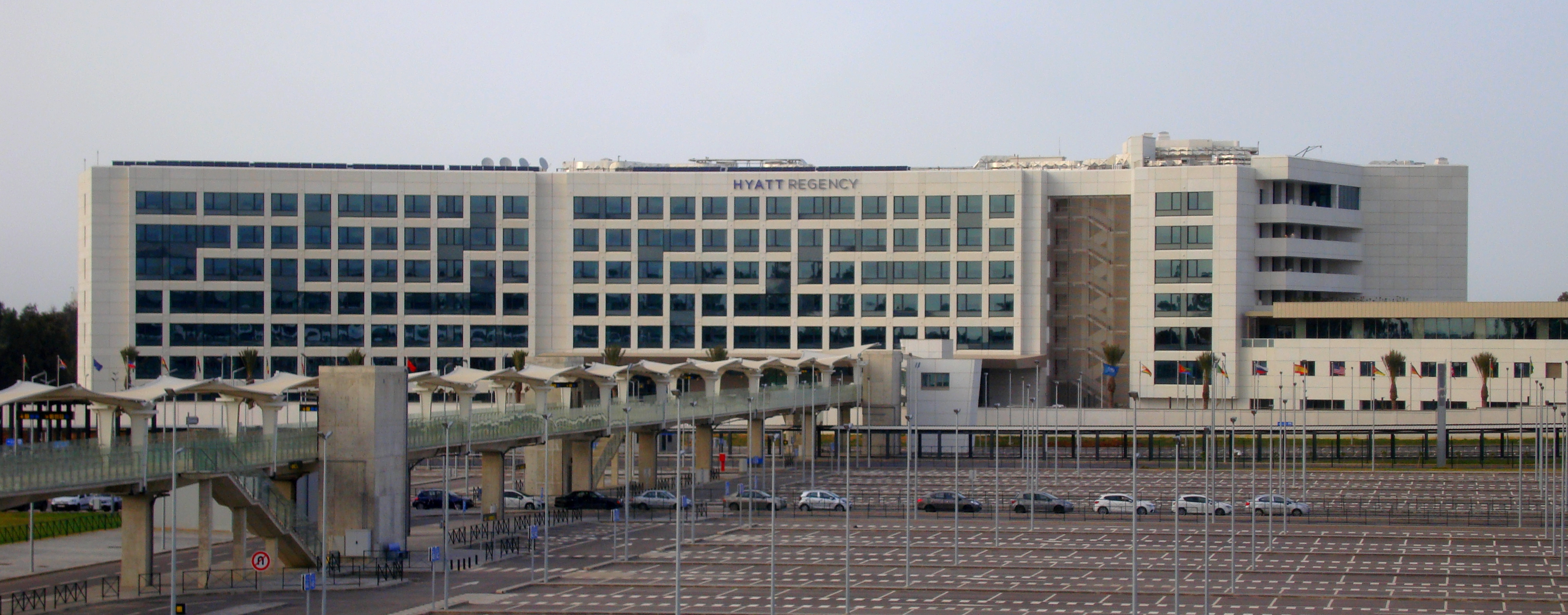
Hôtel Hyatt Regency à l'Aéroport d'Alger, Vu depuis le terminal ouest

Le nouvel hôtel Hyatt Regency a ouvert ses portes le 24 avril 2019, il est situé en face du Terminal Ouest avec lequel il est relié. Il est le premier hôtel de la chaîne Hyatt Hotels Corporation en Algérie. L'hôtel dispose de 320 chambres et de 3 restaurants, d'une piscine et d'un hall d'une superficie de 2 200 m2, il dispose également de 13 salles de réunion .

## Accès à l'aéroport

### Liaison par les transports en commun

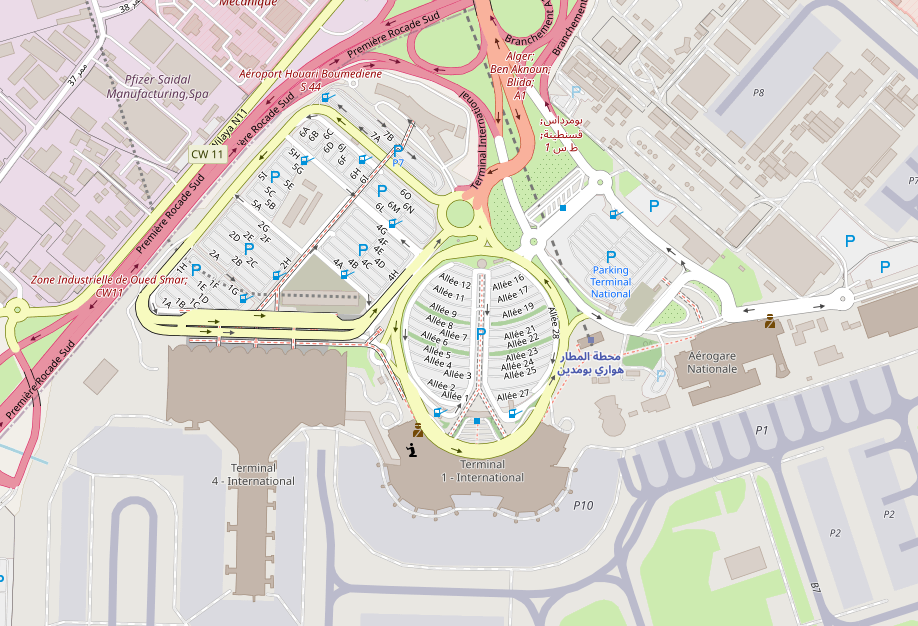
Plan de l'aéroport d'Alger.

#### Train
L'aéroport est également connecté au réseau ferroviaire algérois, avec la ligne qui relie l'aéroport à la gare d'Agha au centre d'Alger (via Bab Ezzouar). 

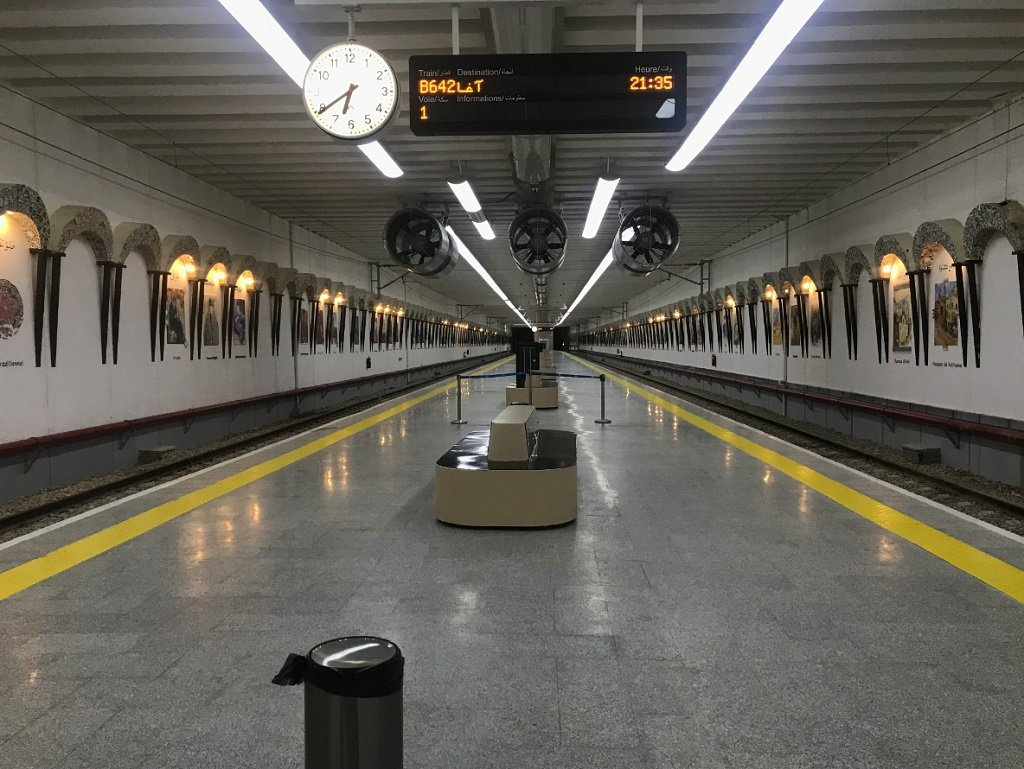
Gare Aéroport Houari Boumédiène.

#### Métro
L'extension de la ligne 1 du métro d'Alger, actuellement en construction reliant Aéroport d’Alger à Alger-Centre, sera mise en service à l'horizon 2026.

#### Bus
Les lignes de bus ETUSA 39, 100 et 178 relient le centre-ville d'Alger à l'aéroport (depuis la place Maurice-Audin, la place des Martyrs et la gare routière du Caroubier respectivement). Il y a une rotation toutes les 30 minutes.

##### Autocar
Une ligne direct relie Tizi Ouzou à l'aéroport  ainsi que la gare routière de Blida et l'aéroport .

### Liaisons routières
La Rocade Sud relie l'aéroport à Zéralda via le sud d'Alger.
La Rocade Nord via Bab Ezzouar relie l'est à Alger.

## Classement
Classé quatrième en 2014, l'aéroport international Houari-Boumédiène d'Alger a été classé troisième meilleur aéroport du continent africain en 2015 par le site Sleeping in Airports. Le classement est déterminé par un vote des voyageurs, et basé sur l'expérience globale dans l'aéroport, « pour sa grande taille, l'organisation et l'efficacité de ses terminaux et la facilité à naviguer » écrit le site Sleeping in Airports,
qui ajoute que « le sol semble être perpétuellement tenu parfaitement propre »,.

## Projets en cours ou à venir
La démolition de l'actuel terminal 2 (pour vols charters), de l'ancien terminal 3, ainsi que de l'ancienne tour de contrôle est prévue afin d'y récupérer l'assiette foncière et d'y construire une nouvelle aérogare ainsi qu'un village cargo à l'horizon 2030 ,,.